# Нечепаев, Серафим Карпович
Серафим Карпович Нечепаев (17 [30] июля 1905 — 18 апреля 1971) — советский хозяйственный, государственный и политический деятель, доктор медицинских наук, профессор.

## Биография
Родился в 1905 году. Член КПСС.
С 1929 года — на хозяйственной, общественной и политической работе. В 1929—1968 гг. — врач-хирург в больницах Хабаровского края, заведующий кафедрой общей хирургии, ректор Хабаровского государственного медицинского института, председатель Хабаровской краевой организации общества «Знание».
Избирался депутатом Верховного Совета РСФСР 6-го созыва.
Умер в Хабаровске в 1975 году.

## Сочинения
- Нечепаев, Серафим Карпович. Клиника и оперативное лечение комбинированных заболеваний органов брюшной полости [Текст] : Автореферат дис. на соискание ученой степени доктора медицинских наук / Ленингр. педиатрич. мед. ин-т. — [Ленинград] : [б. и.], [1958]. — 24 с.; 20 см.
- Вопросы краевой патологии [Текст] ; Местные лекарственные средства : [Сборник статей] / [Ред. коллегия: … проф. С. К. Нечепаев (отв. ред.) и др.]. — Хабаровск : [б. и.], 1960. — 237 с. : ил.; 23 см.